# Kampioenschap van Zürich 1992
Het Kampioenschap van Zürich 1992 was de 79ste editie van deze wielerkoers (ook wel bekend als Züri-Metzgete) en werd verreden op 23 augustus, in en rond Zürich, Zwitserland. De koers was 240 kilometer lang, en maakte deel uit van de strijd om de wereldbeker. Aan de start stonden 155 renners, van wie 98 de finish bereikten.

## Uitslag
| Kampioenschap van Zürich 1992 |                     |                       |            |
| Plaats                        | Naam                | Ploeg                 | Tijd       |
| Winnaar                       | Vjatsjeslav Jekimov | Panasonic             | 6u 00' 01" |
| 2                             | Lance Armstrong     | Motorola              | + 0' 15"   |
| 3                             | Jan Nevens          |                       | z.t.       |
| 4                             | Guido Bontempi      | Carrera Jeans-Tassoni | + 0' 35"   |
| 5                             | Bruno Leali         |                       | z.t.       |
| 6                             | Marc Madiot         |                       | z.t.       |
| 7                             | Martin Earley       | PDM-Concorde          | z.t.       |
| 8                             | Laurent Jalabert    | ONCE                  | + 0' 59"   |
| 9                             | Adrie van der Poel  |                       | z.t.       |
| 10                            | Scott Sunderland    | TVM                   | z.t.       |